# 音の散歩道
音の散歩道（おとのさんぽみち）は、毎日放送ラジオ（MBSラジオ）で2007年4月から2008年3月まで毎週日曜日の9:10 - 9:15に放送されていた音楽番組。

## 概要
- 2007年4月放送開始。
- 2008年3月終了。後番組は、「MBSサンデーボックスⅡ」。

## 放送時間
- 毎週日曜 9:10 - 9:15

## 出演者
- 上田悦子（MBSアナウンサー、2008年1月～）

過去の出演
- 松川浩子（MBSアナウンサー、2007年12月まで）

| スタブアイコン | サブスタブ | この項目は、まだ閲覧者の調べものの参照としては役立たない、ラジオ番組に関連した書きかけの項目です。この項目を加筆・訂正などしてくださる協力者を求めています（P:ラジオ/PJ:放送番組）。 |